# Wild 9
Wild 9 (Wildroid 9 no Japão) é um Jogo de videogame desenvolvido pela Shiny_Entertainment para PlayStation, com uma versão planejada para Sega Saturn que nunca foi lançada. O jogo conta com uma mistura de plataforma 2D com gráficos em 3D e algumas fases totalmente em 3D.O videogame gira em torno do personagem controlado pelo jogador por meio do chamado “RIG”, uma espécie de laço elétrico capaz de capturar objetos e inimigos. Graças ao RIG, os objetos podem ser movidos à vontade enquanto os inimigos podem ser destruídos. Existem também níveis de queda livre, onde o jogador deve evitar os obstáculos que encontrará durante a queda, e níveis de condução, nos quais além de correr e evitar obstáculos na pista também terá que tentar capturar o chefe no final do nível. 

## Objetivo
O objetivo central envolve o jogador e uma arma, chamada de "RIG", um tipo de laço eletromagnético, que captura objetos e inimigos. Os objetos podem ser movidos para onde é necessário, e os inimigos podem ser destruídos usando o RIG para batê-los contra o chão e as paredes ou jogá-los em lugares que possam destruí-los, como ventiladores, rolos compressores espinhosos, espinhos, fios elétricos, lança-chamas, entre outros. Existem também estágios de corrida, onde o personagem utiliza seu veículo (que está sempre quebrado no início de cada fase) para perseguir um Chefe e tentar destruí-lo, enquanto desvia de obstáculos, e de queda livre, onde o jogador precisa desviar de obstáculos enquanto cai, também perseguindo Chefes. O Personagem também pode lançar mísseis e granadas que são coletadas durante todo o jogo.
Em cada fase existem 99 "moedas" a serem coletadas. Se o jogador conseguir coletar todas, conseguirá um "continue" ao final da fase, podendo voltar do ultimo "check point" caso todas as vidas acabem. Sem um "continue" o jogador terá que começar desde o início da fase. Este jogo é considerado um dos mais difíceis do PlayStation e quase não existem pessoas que terminaram ele.

### Puzzles
Durante as fases encontram-se obstáculos e que necessitam algum raciocínio lógico para serem ultrapassados, assim como lugares onde encontram-se vidas.

### Os Wild 9
"Os Wild 9" é um grupo composto por nove adolescentes órfãos mutantes que estão, basicamente, lutando contra a tirania do enorme monstro chamado Karn.
Porém todos eles são prisioneiros das forças de Karn, com exceção de Wex. 

#### Major Wex
Personagem principal do jogo e líder dos Wild 9, Wex possui o sistema de armas "RIG" e é a única pessoa capaz de operar esta arma poderosa. Por causa disso, Wex tornou-se conhecido como "O Grande Campeão", o herói que todos acreditam que irá salvar do povo oprimido da Galáxia de Andrômeda, derrotando Karn e suas forças. Wex aceitou a missão com o objetivo de salvar seus pais, que foram capturados, para depois voltar para a Terra.